# Петтер Гранберг
Петтер Гранберг (швед. Petter Granberg, нар. 27 серпня 1992, Єлліваре) — шведський хокеїст, захисник клубу ШХЛ «Шеллефтео». Гравець збірної команди Швеції.

## Ігрова кар'єра
Хокейну кар'єру розпочав на батьківщині 2008 року виступами за команду «Шеллефтео». Впродовж п'яти років захищав кольори цього клубу.
2010 року був обраний на драфті НХЛ під 2010 номером командою «Торонто Мейпл-Ліфс». 
Влітку 2013 переїхав до Північної Америки, де виступав у фарм-клубі «Мейпл-Ліфс» «Торонто Марліс» в АХЛ. 13 квітня 2014 дебютував у матчі НХЛ проти команди «Оттава Сенаторс».
Перед сезоном 2015–16 Петтер отримав травму та пропустив чотири місяці. 22 листопада 2015 шведа віддали до «Нашвілл Предаторс». До сезону 2017–18 Гранберг грав здебільшого за фарм-клуб «хижаків» «Мілвокі Едміралс».
18 травня 2018, як обмежено вільний агент уклав трирічний контракт з клубом ШХЛ «Шеллефтео».
Був гравцем молодіжної збірної Швеції, у складі якої брав участь у 11 іграх. 

## Нагороди та досягнення
- Чемпіон Швеції в складі «Шеллефтео» — 2013
- Чемпіон світу — 2013.

## Статистика

### Клубні виступи
| Сезон        | Клуб                 | Ліга         | Регулярний сезон | Регулярний сезон | Регулярний сезон | Регулярний сезон | Регулярний сезон | Плей-оф | Плей-оф | Плей-оф | Плей-оф | Плей-оф |
| Сезон        | Клуб                 | Ліга         | І                | Г                | П                | О                | ШХ               | І       | Г       | П       | О       | ШХ      |
| ------------ | -------------------- | ------------ | ---------------- | ---------------- | ---------------- | ---------------- | ---------------- | ------- | ------- | ------- | ------- | ------- |
| 2008–09      | «Шеллефтео»          | J20          | 4                | 0                | 0                | 0                | 0                | 2       | 0       | 0       | 0       | 6       |
| 2009–10      | «Шеллефтео» J20      | J20          | 40               | 2                | 7                | 9                | 39               | 4       | 1       | 0       | 1       | 4       |
| 2009–10      | «Шеллефтео»          | Елітсерія    | 1                | 0                | 0                | 0                | 0                | —       | —       | —       | —       | —       |
| 2010–11      | «Шеллефтео» J20      | J20          | 34               | 2                | 6                | 8                | 16               | 5       | 0       | 1       | 1       | 0       |
| 2010–11      | «Шеллефтео»          | Елітсерія    | 22               | 0                | 1                | 1                | 6                | 11      | 0       | 1       | 1       | 2       |
| 2011–12      | «Шеллефтео» J20      | J20          | 5                | 2                | 4                | 6                | 6                | —       | —       | —       | —       | —       |
| 2011–12      | «Шеллефтео»          | Елітсерія    | 38               | 1                | 3                | 4                | 10               | 19      | 1       | 1       | 2       | 12      |
| 2011–12      | «Сундсвалль»         | Аллсв        | 3                | 0                | 0                | 0                | 6                | —       | —       | —       | —       | —       |
| 2012–13      | «Шеллефтео» J20      | J20          | 3                | 0                | 1                | 1                | 2                | —       | —       | —       | —       | —       |
| 2012–13      | «Шеллефтео»          | Елітсерія    | 13               | 0                | 0                | 0                | 4                | 13      | 0       | 2       | 2       | 10      |
| 2013–14      | «Торонто Марліс»     | АХЛ          | 73               | 2                | 5                | 7                | 28               | 14      | 0       | 2       | 2       | 8       |
| 2013–14      | «Торонто Мейпл-Ліфс» | НХЛ          | 1                | 0                | 0                | 0                | 0                | —       | —       | —       | —       | —       |
| 2014–15      | «Торонто Марліс»     | АХЛ          | 53               | 1                | 14               | 15               | 30               | 5       | 0       | 1       | 1       | 4       |
| 2014–15      | «Торонто Мейпл-Ліфс» | НХЛ          | 7                | 0                | 0                | 0                | 6                | —       | —       | —       | —       | —       |
| 2015–16      | «Мілвокі Едміралс»   | АХЛ          | 6                | 0                | 1                | 1                | 4                | —       | —       | —       | —       | —       |
| 2015–16      | «Нашвілл Предаторс»  | НХЛ          | 27               | 0                | 2                | 2                | 13               | —       | —       | —       | —       | —       |
| 2016–17      | «Мілвокі Едміралс»   | АХЛ          | 50               | 1                | 5                | 6                | 34               | 3       | 1       | 0       | 1       | 0       |
| 2016–17      | «Нашвілл Предаторс»  | НХЛ          | 10               | 0                | 0                | 0                | 10               | —       | —       | —       | —       | —       |
| 2017–18      | «Мілвокі Едміралс»   | АХЛ          | 76               | 3                | 11               | 14               | 47               | —       | —       | —       | —       | —       |
| 2018–19      | «Шеллефтео»          | ШХЛ          | 46               | 1                | 6                | 7                | 30               | 6       | 0       | 0       | 0       | 2       |
| 2019–20      | «Шеллефтео»          | ШХЛ          | 52               | 2                | 7                | 9                | 38               | —       | —       | —       | —       | —       |
| 2020–21      | «Шеллефтео»          | ШХЛ          | 46               | 2                | 4                | 6                | 20               | 12      | 0       | 0       | 0       | 8       |
| 2021–22      | «Шеллефтео»          | ШХЛ          | 50               | 1                | 6                | 7                | 51               | 6       | 0       | 0       | 0       | 2       |
| 2022–23      | «Шеллефтео»          | ШХЛ          | 52               | 2                | 5                | 7                | 71               | 17      | 0       | 1       | 1       | 10      |
| 2023–24      | «Шеллефтео»          | ШХЛ          | 51               | 3                | 6                | 9                | 70               | 16      | 0       | 0       | 0       | 14      |
| Усього в ШХЛ | Усього в ШХЛ         | Усього в ШХЛ | 372              | 12               | 38               | 50               | 300              | 100     | 1       | 5       | 6       | 60      |
| Усього в НХЛ | Усього в НХЛ         | Усього в НХЛ | 45               | 0                | 2                | 2                | 29               | —       | —       | —       | —       | —       |

### Збірна
| Рік                | Команда            | Турнір             | Місце              | І  | Г | П | О | ШХ |
| ------------------ | ------------------ | ------------------ | ------------------ | -- | - | - | - | -- |
| 2010               | Швеція             | ЮЧС18              | 2                  | 6  | 0 | 1 | 1 | 2  |
| 2012               | Швеція             | МЧС                | 1                  | 5  | 0 | 1 | 1 | 4  |
| 2013               | Швеція             | ЧС                 | 1                  | 10 | 0 | 1 | 1 | 2  |
| 2015               | Швеція             | ЧС                 | 5-е                | 5  | 0 | 1 | 1 | 4  |
| Молодіжна збірна   | Молодіжна збірна   | Молодіжна збірна   | Молодіжна збірна   | 11 | 0 | 2 | 2 | 6  |
| Національна збірна | Національна збірна | Національна збірна | Національна збірна | 15 | 0 | 2 | 2 | 6  |